# Roli Pereira De Sa
Roli Pereira De Sa, né le 10 décembre 1996 à Mantes-la-Jolie, est un footballeur français qui évolue au poste de milieu offensif.

## Biographie
Roli Pereira De Sa est né à Mantes-la-Jolie dans les Yvelines,,, — d'un père congolais, aux origines angolaises,,, — où il commence à jouer au football dès 2005.

### Carrière en club

#### Formation à Paris et prêts en Ligue 2 (2013-2017)
En juin 2011, avec la sélection de la Ligue de Paris-Île-de-France, il termine troisième de la Coupe nationale des Ligues U15, aux côtés de Kingsley Coman, Moussa Dembélé et Jonathan Bamba. Initialement formé au FC Mantois, Pereira de Sa rejoint le centre de formation du Paris Saint-Germain en 2011, où il fait partie de la génération de  Mike Maignan, Ferland Mendy, Presnel Kimpembe, Adrien Rabiot, Kingsley Coman, Moussa Dembélé ou encore Rémy Descamps, sans toutefois connaitre une ascension aussi linéaire que celle de ses camarades,,.
Devenu un élément important de la réserve du PSG dès là saison 2013-14, il signe son premier contract professionnel avec le club à l'été 2015,,. Il est ensuite prêté au Paris FC en janvier 2016 pour une demi-saison. Il y fait ses débuts professionnels le 29 janvier 2016 lors d'un match de Ligue 2 chez le Stade Brestois. Au coté notamment de Jonathan Bamba, il enchaine alors les titularisations et les prestations convaincantes avec le club de Charléty.
Après ce prêt fructueux, il est une nouvelle fois prêté le 31 août 2016 suivant, cette fois à Tours,. Mais après seulement trois matchs en deuxième division où il ne joue pas à son poste préférentiel — n'arrivant pas à s'imposer dans le club tourangeau — son prêt est écourté et le jeune joueur retourne à Paris pour le début de l'année 2017,,,.

#### Découverte de la Ligue 1 avec le FC Nantes (2017-2022)
De retour dans la réserve parisienne où il s'illustre en CFA, il ne rentre néanmoins plus dans les plans des champions français,, et est ainsi transféré au FC Nantes le 8 août 2017, signant un contrat de quatre saisons avec le club ligérien. Il est intégré dans un premier temps à l'équipe réserve nantaise en National 3,.
Il joue son premier match avec l'équipe première de Nantes le 4 décembre 2019, entrant en jeu lors de la défaite 2-0 au Parc des Princes contre le Paris Saint-Germain, son club formateur,.
Devant se contenter de quelques entrée en jeu sous Christian Gourcuff, avant de complètement disparaitre de la feuille de match lors du mandat de Raymond Domenech, c'est sous l'égide d'Antoine Kombouaré qu'il va vraiment s'affirmer à Nantes.
Après avoir pris part à la campagne de maintien en Ligue 1 réussie qui lui vaut une prolongation de contrat et une préparation où il s'illustre face au but, le jeune milieu de terrain va commencer la saison 2021-22 dans la peau d'un titulaire en puissance : dès le premier match de Ligue 1, il est dans le onze de départ pour ce match nul 1-1 chez l'AS Monaco. Il connait sa première titularisation à la Beaujoire le 23 octobre 2021, lors d'une victoire 2-1 contre le Clermont Foot.
Malgré une blessure qui l'éloigne notamment des terrains à la fin de l'automne, Pereira De Sa va se tailler une place importante dans l'effectif nantais, qui après un exercice à jouer le maintien dépasse les attentes avec un parcours remarqué en Coupe de France et des résultats encourageants en Ligue 1, avec notamment une victoire 3-1 contre le Paris Saint-Germain le 19 février 2022,,.
Il joue en tout 4 matchs en Coupe, jouant ainsi un rôle significatif dans ce qui aboutira au quatrième titre du club nantais dans la compétition,,.

#### Départ au FC Sochaux-Montbéliard et retour en Ligue 2 (Depuis 2022)
À l'été 2022, le vainqueur de la dernière édition de la Coupe de France est en fin de contrat à Nantes, et rejoint alors le FC Sochaux-Montbéliard avec un contrat de trois ans à la clé,,.

### Carrière en sélection
Roli Pereira De Sa est international français en équipes de jeunes, dès les moins de 16 ans, avec qui il prend part au Tournoi de Montaigu en 2012, où il s'illustre avec ses nombreuses réalisations, dont un triplé contre le Mexique. Il connait par la suite toutes les sélections françaises, jusqu'au moins de 20 ans,,.

## Style de jeu
Joueur polyvalent, Pereira De Sa est capable de jouer au milieu, mais aussi plus haut, sur les différents postes de l'attaque, avec une préférence toutefois pour le poste de milieu offensif,,.

## Palmarès
|  | FC Nantes - Coupe de France - Vainqueur en 2022, |  | France -20 ans - Tournoi de Toulon - Finaliste en 2016 |